# محش

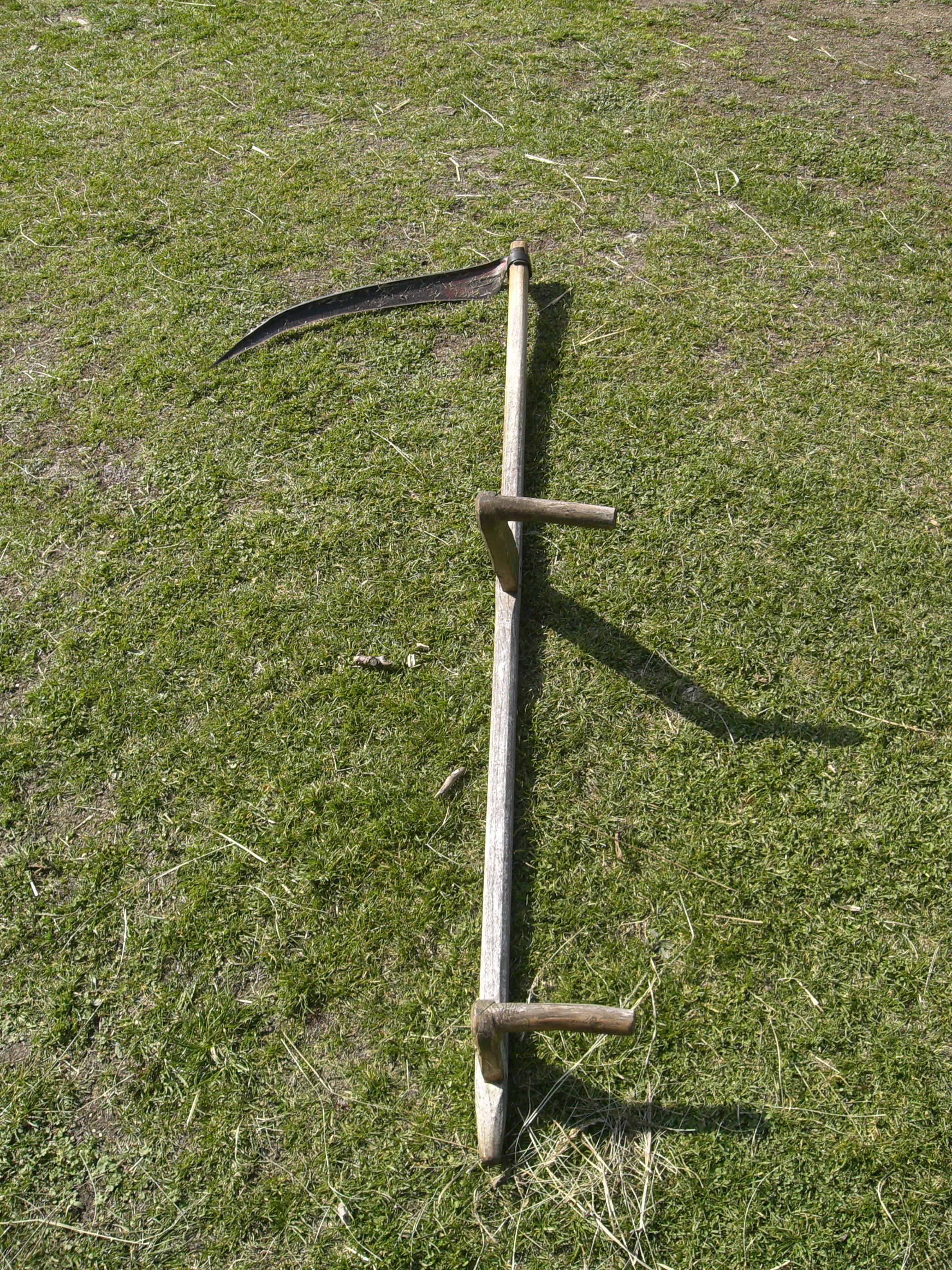
محشّ.

المِقْضَب أو المِحَشّ  أو الحَاصُود أو الحاصدة هو أداة زراعية يدوية تُستعمل لقطع الحشائش أو جني المحاصيل الزراعية. وقد تم استبداله بشكل كبير بالمحشات التي تجرها الخيول ثم الجرارات، ولكنه ما زال يُستخدم في بعض أجزاء أوروبا وآسيا.

## البنية الهيكلية

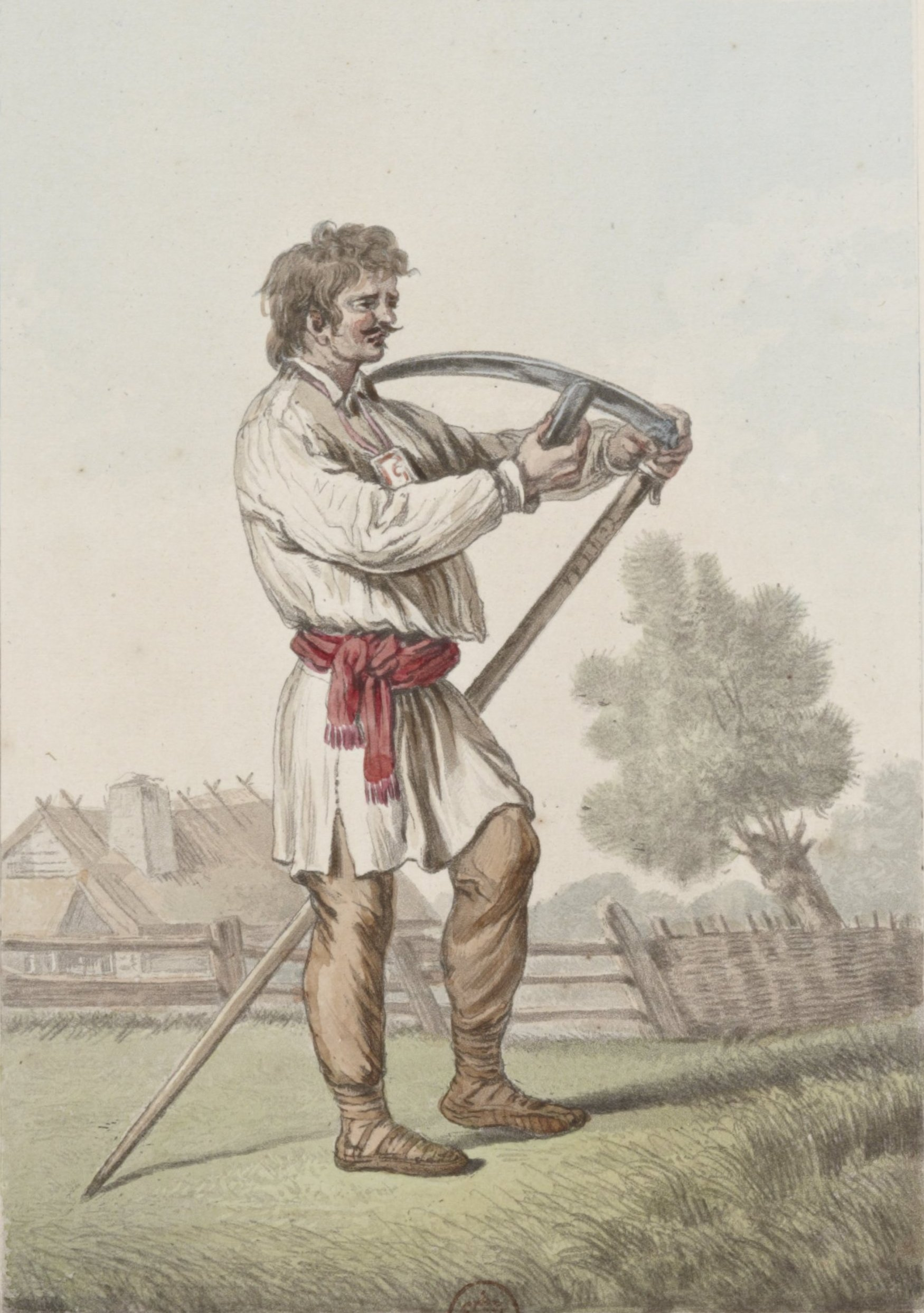
صورة تعود إلى عام 1817 لفلاح بولندي يسن المحش. (رسمها جان بيوتر نوربلان، ونقشها فيليبرت لويس دوبوكورت).

| 1. سُنبُك (حافر المقدمة) 2. نصل السُنبُك 3. شوكة النصل (آخر سن مدببة في النصل) 4. الكعب | 5. نهاية السُنبُك (نهاية الجزء الحديدي - السيلان) 6. حلقة الربط 7. المقبض المنحني الطويل 8. المقابض السفلية |

أجزاء المحش:
1. سُنبُك (حافر المقدمة)
2. نصل السُنبُك
3. شوكة النصل (آخر سن مدببة في النصل)
4. الكعب
5. نهاية السُنبُك (نهاية الجزء الحديدي - السيلان)
6. حلقة الربط
7. المقبض المنحني الطويل
8. المقابض السفلية

يتكون المحش من عمود خشبي يقرب طوله من 170 سنتيمتر (67 إنش)، ويسمىالحبل المقوى, أو الضفيرة الخشبية, أو عصا الإمساك أو المقبض (النسخ الحديثة تُصنع أحيانًا من المعدن أو البلاستيك). يمكن أن يكون المقبض مستقيمًا، أو يتخذ منحنى على شكل حرف "S"، ولكن الأنواع الأكثر رقيًا تكون على شكل منحنى ثلاثي الأبعاد، وذلك لتسمح للقائم بالجز بالوقوف بشكل أكثر استقامة وبالتالي أكثر راحة. للمقبض عادة ذراع رفع واحدة أو اثنتين في الزوايا اليمنى من المقبض، وغالبًا ما تكون إحداهما بالقرب من الطرف العلوي للمقبض والأخرى تقريبًا في المنتصف. ويوجد نصل طويل معقوف طوله يقرب من 60 الي 90 سنتيمتر (24 الي 35 إنش) موضوع عند الطرف السفلي، متعامد على المقبض. دائمًا ما يكون للمنجل شفرة بارزة من الجانب الأيسر من المقبض عند الاستخدام، وتكون حافة هذه الشفرة متجهة نحو القائم بعملية الجز. مبدئيًا، يمكن تصنيع منجل أعسر، ولكن هذا النوع لا يمكن استخدامه وسط فريق من القائمين بالجز يستخدمون المنجل الأيمن، حيث إن النوع الأول عند استخدامه سيتوجب القيام بالجز في الاتجاه المقابل.
تتم صناعة نصل المحش عن طريق الطرق بحد المطرقة على الحافة الأمامية للنصل. في بعض الاستخدامات، مثل جز الحشائش، فإن حافة النصل تكون رقيقة مثل الورق. بعد انتهاء عملية الطرق على النصل، تكون الحافة قد تلفت ويتم صيانتها بعد ذلك عن طريق تكرار عمليات الصقل أو الشحذ بواسطة حجر الشحذ أو المطاط (دقيق الحبيبات للحشائش، وخشن لمحاصيل الحبوب)، ثم يتم طرقه مرة أخرى عند الحاجة لاستعادة دقة الحافة ونعومتها.
أما المحش الأمريكي فلا يخضع عادة للطرق كجزء من عملية الشحذ، وإنما يمر بعملية تسمى بعملية الصك والتي ينتج عنها نصل أقوى من نصال باقي أنواع المناجل الأخرى. وكلما كان النصل أكثر قوة كانت الحافة أطول عمرًا وقلت الحاجة إلى عملية الشحذ المتكررة. وبدلًا من أن تتم عملية الصيانة عن طريق الطرق، فإن حافة نصل المنجل الأمريكي تتم إعادة تشكيلها غالبًا بعد الاستخدام الثقيل عن طريق جلخها على مسنّ بعجلة دوارة كبيرة.

## الاستخدام

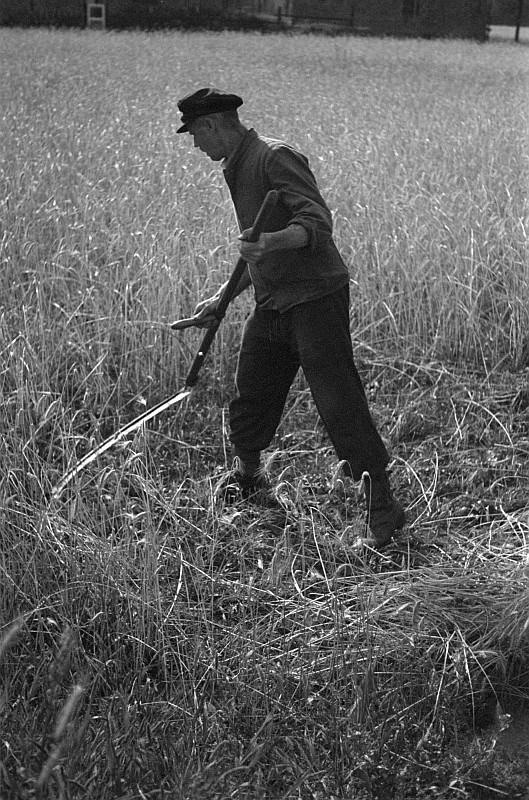
مزارع يحشّ بمحشّ.

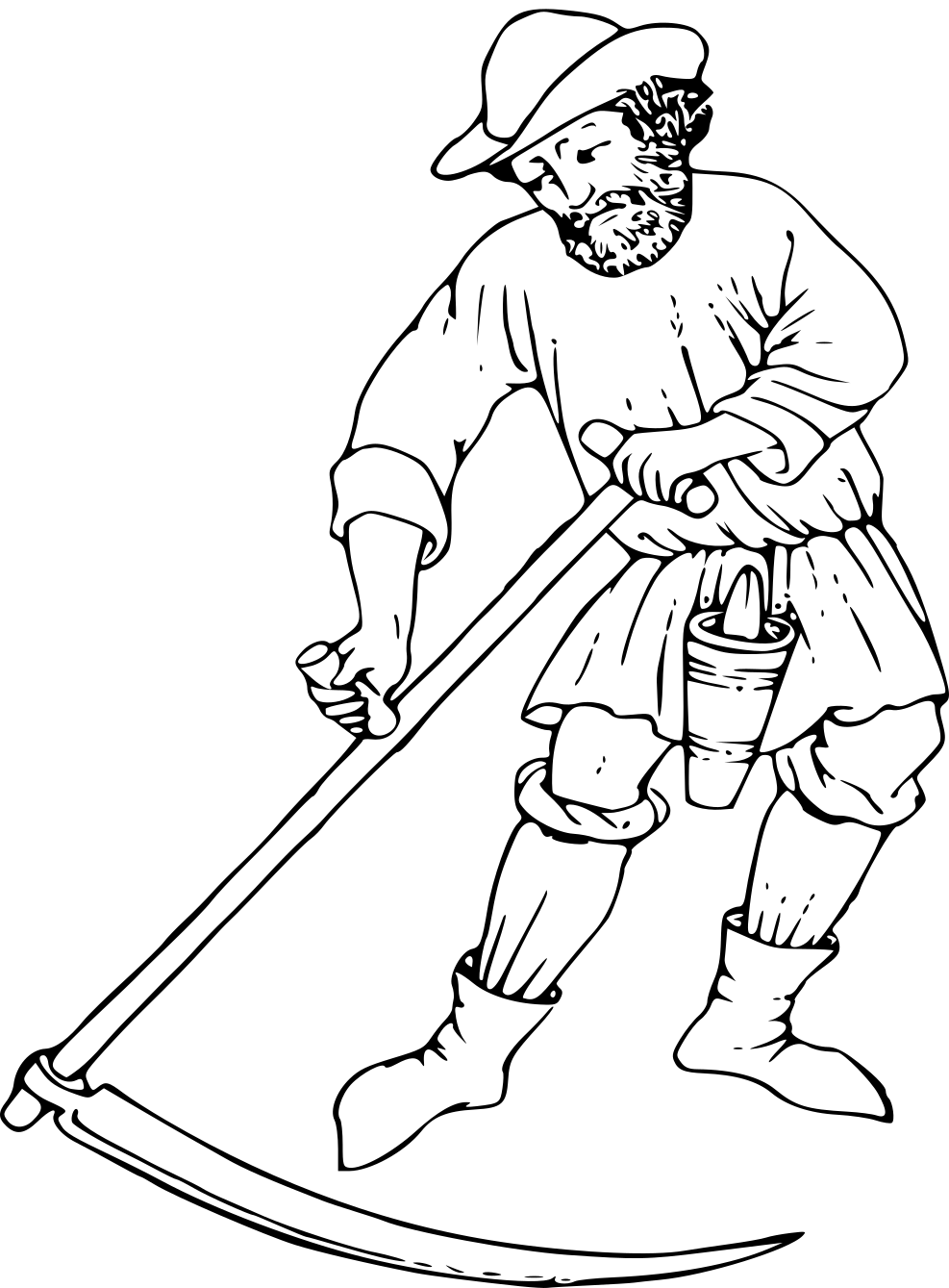
استخدام المحش.

يُسمى استخدام المحش بالحش, أو عادةً الحش بالمحش, وذلك لتمييزه عن الجز باستخدام الآلات المعقدة الأخرى. وتتم عملية الحش عن طريق إمساك الذراع العلوية باليد اليسرى وإمساك الذراع الموجودة بمنتصف المقبض باليد اليمنى، وتكون الذراعان مستقيمتين، والنصل موازيًا للأرض وقريبًا جدًا منها بقدر معين، ويكون جذع الجسد مُلتفًا نحو اليمين. ثم يتم لف جذع الجسد إلى اليسار بانتظام، مع تحريك نصل المحش على طوله في شكل قوس طويل من اليمين إلى اليسار، هذا القوس تكون نهايته أمام القائم بعملية الجز، وهكذا فإن ما يتم جزه من الحشائش يتراكم على الجانب الأيسر. وتستمر عملية الحش بإيقاع ثابت، مع التوقف عند فواصل زمنية متكررة ومحددة لشحذ النصل. تنفيذ التقنية السليمة للحش له تأثير قوي وقطعي على الحشائش، فهو يعمل على حش قطاع ضيق من الحشائش مع كل ضربة - ولكن خطأ المبتدئين الشائع هو محاولة فرم أو عزق الحشائش، عن طريق توجيه ضربات بطول نصل المحش بزوايا يمينية، في محاولة لقطع قطاع عريض من الحشائش في المرة الواحدة. ولكن هذه التقنية غير فعالة كما أنها تجعل العمل أصعب بكثير. فتنفيذ عملية الحش على درجة قرب مُبَالغ فيها من الأرض يُعرّض النصل للتلوث بالتربة، مما يساعد على سرعة تبلده. أما الجزء الأكبر من المهارة فهو يتركز حول إبقاء النصل قريبًا من الأرض بقدر معين والحفاظ على انتظام الحش.
عادةً ما يكون الحش هو عملية قطع الحشائش غير المهندمة، حيث يقوم القائم بعملية الحش بتحريك حافة الجز على أن تكون الحشائش المرغوب جزها عن يمينه. ويتم وضع الحشائش المقطوعة في صف منتظم ومرتب على الجانب الأيسر، على الأرض التي تم جزها بالفعل. كل قطاع من الأرض يتم جزه بواسطة المحش يسمى بالصف المقطوع بالمحش أو رقعة محشوشة بالمحش. يُمكن أن تتم عملية الحش بواسطة فريق من القائمين بالحش، ويبدأون عادةً بحواف المرج ويستكملون العمل باتجاه عقارب الساعة حتى ينتهون في المنتصف. حش الحشائش يكون أسهل حينما تكون رطبة، لذلك فإن صنع التبن (الحشائش المجففة) عادةً ما يبدأ عند الفجر ويتوقف في وقت مبكر، وتُستغل حرارة باقي اليوم في تجميع التبن الذي تم قطعه في الأيام السابقة وتحميله على العربات.
الحش بواسطة المحش هو عملية تحتاج إلى مهارة، لذلك فإننا نجد أن القائمين بالحش الذين يتمتعون بقدر من الخبرة يقومون بالحش بقدر من السهولة، أما المبتدئون فهم يؤدون هذه العملية بشكل سيء غالبًا وبقدر كبير من المجهود. المحشات التقليدية ذات النصل الطويل والمقبض الخشبي مزدوج الانحناء عادةً تكون أصعب استخدامًا في البداية، ولكن بمجرد أن يتم إتقان استعمالها تصبح أكثر فاعلية وراحة خاصة في حالة استخدامها لفترات طويلة. أما المحشات ذات النصل القصير أو المحشات ذات البلطة فهي أسهل للمبتدئين. ويستطيع القائم بالحش الذي يستخدم المحش التقليدي ذي النصل الطويل أن يقوم بحش الحشائش القصيرة جدًا، وتلك كانت الطريقة المتبعة لحش وصيانة المروج حتى تم اختراع آلات الحش.
بالإضافة إلى حش الحشائش وجني المحاصيل، هناك استخدام آخر للمحش، فيُمكن استخدامه لحش النباتات القصبية أو نبات البردي، فهي تظل فعالة حتى تحت سطح الماء.
استُخدم المحش والمذراة أو المعزقة (شوكة العزق) كنوع من الأسلحة بواسطة الفئة التي لم تتمكن من الوصول إلى الأسلحة الأغلى ثمنًا مثل السيوف، أو الأسلحة النارية لاحقًا.[بحاجة لمصدر] وكنتيجة لذلك، فإن المناجل والمعازق كانت تُستخدم بشكل روتيني بواسطة الحشود الغاضبة أو عصابات الفلاحين الثائرين.[بحاجة لمصدر]

## معلومات تاريخية

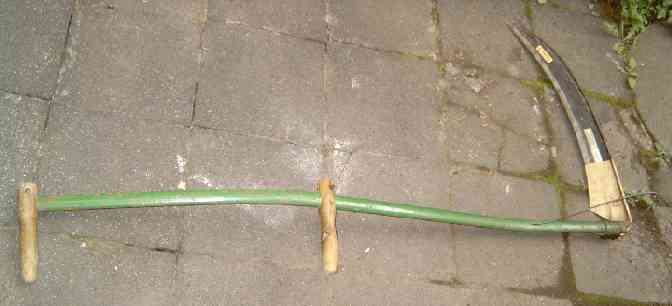
محش حديث من نموذج منتشر في بعض أجزاء أوروبا.

وفقًا لقاموس الآثار الرومانية والإغريقية الذي أعده السيد ويليام سميث (Sir William Smith), فإن المنجل يُعرف في اللغة اللاتينية بمحش فيوناريا (foenaria) (كبديل عن لفظ المحش، منجل ميسوريا (messoria)، والذي كان يستخدمه قدماء الرومانيين؛ وكمثال للتوضيح، سنجد أن السيد سميث قد أدرج صورة لساتورن (Saturn) إله الزراعة عند الرومان وهو يحمل منجلاً، على حجر إيطالي كريم ذي نقش بارز.
ووفقًا لجاك هارار (Jack Herer) وكتاب لحم الآلهة (Flesh of The Gods) (تأليف ويليام إيه، إمبودن الابن (Emboden, W.A., Jr) مطبعة برايجر (Praeger Press)، نيويورك، 1974.) فإن السكيثيين القدماء كانوا يزرعون نبات القنّب وكانوا يحصدونه بأداة حصد يدوية وهي تلك التي نسميها الآن المنجل.
اختُرع المنجل حوالي عام 500 قبل الميلاد، وظهر في أوروبا أثناء القرنين الثاني عشر والثالث عشر. استُخدم المنجل في البداية غالبًا في جزّ الحشائش، فقد حلَّ محل المحش باعتباره الأداة المُستخدمة في جني المحاصيل بحلول القرن السادس عشر، فالمنجل يسمح للقائم بالجزّ بالوقوف بدلًا من الانحناء. في عام 1800، تمت إضافة أصابع خشبية خفيفة الوزن أعلى نصل المنجل وقد أنتج ذلك شكلاً جديدًا للمنجل أُطلق عليه المنجل الحاصد ذو القضبان والذي سرعان ما حلَّ محل المنجل البسيط في عملية جني محاصيل الحبوب وجزّ النباتات الأخرى الطويلة مثل القصب. وفي العالم المتقدم، تم استبدال كل ذلك بآلات جز الحشائش المُميكنة (المزودة بمحركات) وآلات حصد المحاصيل المدمجة.
منطقة هملت الصناعية (Abbeydale Industrial Hamlet) في شيفيلد (Sheffield)، إنجلترا هي عبارة عن متحف لأماكن صنع المناجل التي كانت تعمل منذ نهايات القرن الثامن عشر وحتى الثلاثينيات من القرن العشرين. وقد كان هذا جزءًا من الأعمال السابقة لتصنيع المنجل في منطقة شمال ديربشاير (Derbyshire), والتي امتدت حتى ايكينجتون (Eckington). ويوجد مناطق إنجليزية أخرى لتصنيع المناجل تتضمن كل ما حول بيلبرتون (Belbroughton).
ظل الجز باستخدام المنجل شائعًا لعدة سنوات، حتى بعد أن تحولت معظم عمليات الجزّ إلى آلات جزّ الحشائش أو الجزّ المُميكن، وذلك لأن آلة الجز ذات سلاح الجز الجانبي (سواء كان يجرها الحصان أو الجرار) لا يمكنها أن تقوم بجز الحشائش من جهة الأمام. لذا، كان يتم استخدام المنجل لتجهيز المروج - من خلال جز الرقع التي يمكن للمنجل أن يشملها أولاً، وبالتالي تمكين آلات جزّ الحشائش المُميكنة من استكمال عملية الجزّ.

## المناجل في الثقافات القومية

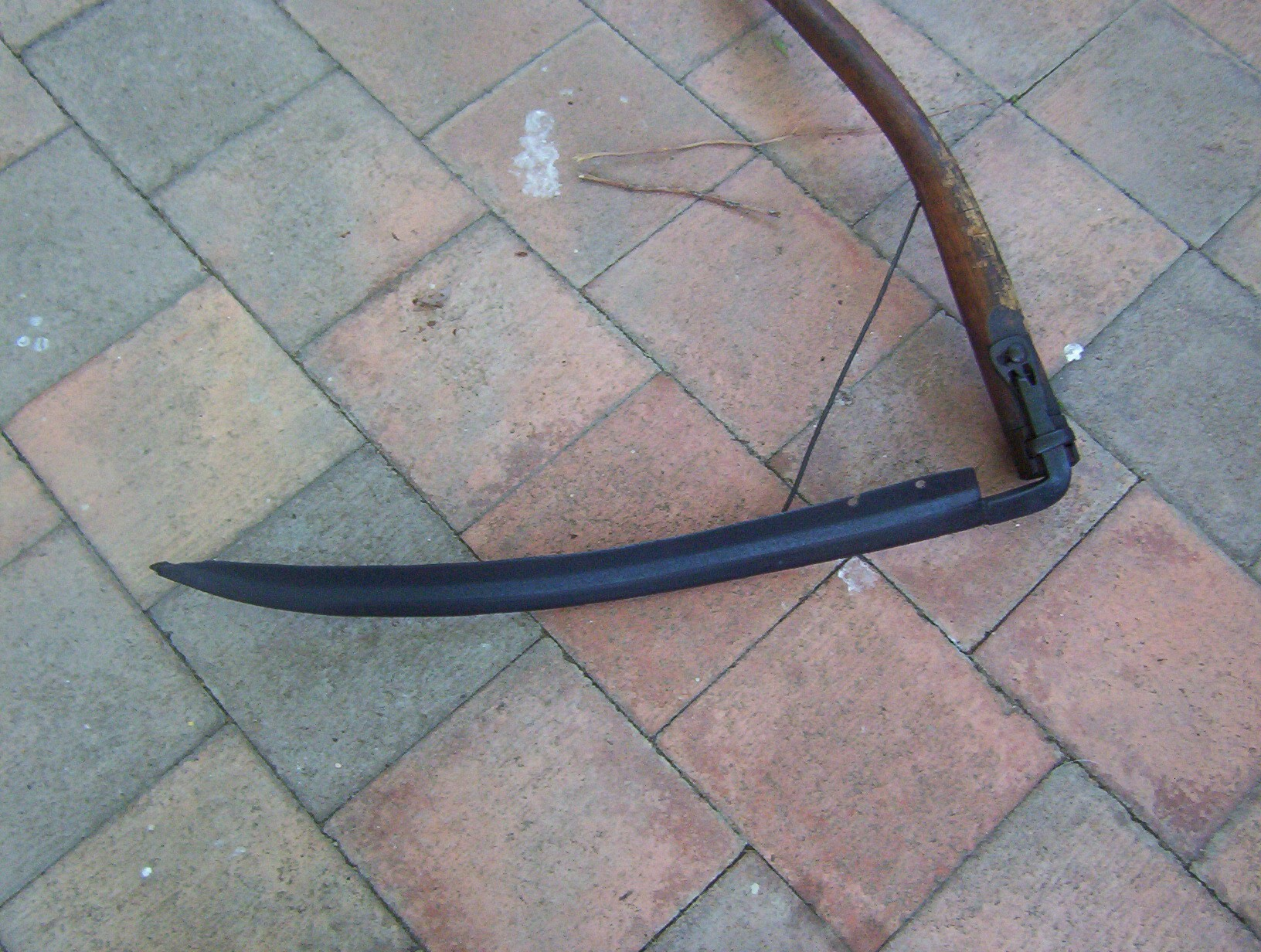
النصل المُقوس للمنجل يظهر هنا بوضوح. ملاحظة: هذه الصورة توضح النصل والحافة العليا - والذي يُستخدم بطبيعة الحال لأعلى، مع الحفاظ على أن يكون اتجاه النصل يشير إلى يسار القائم بالجزّ.

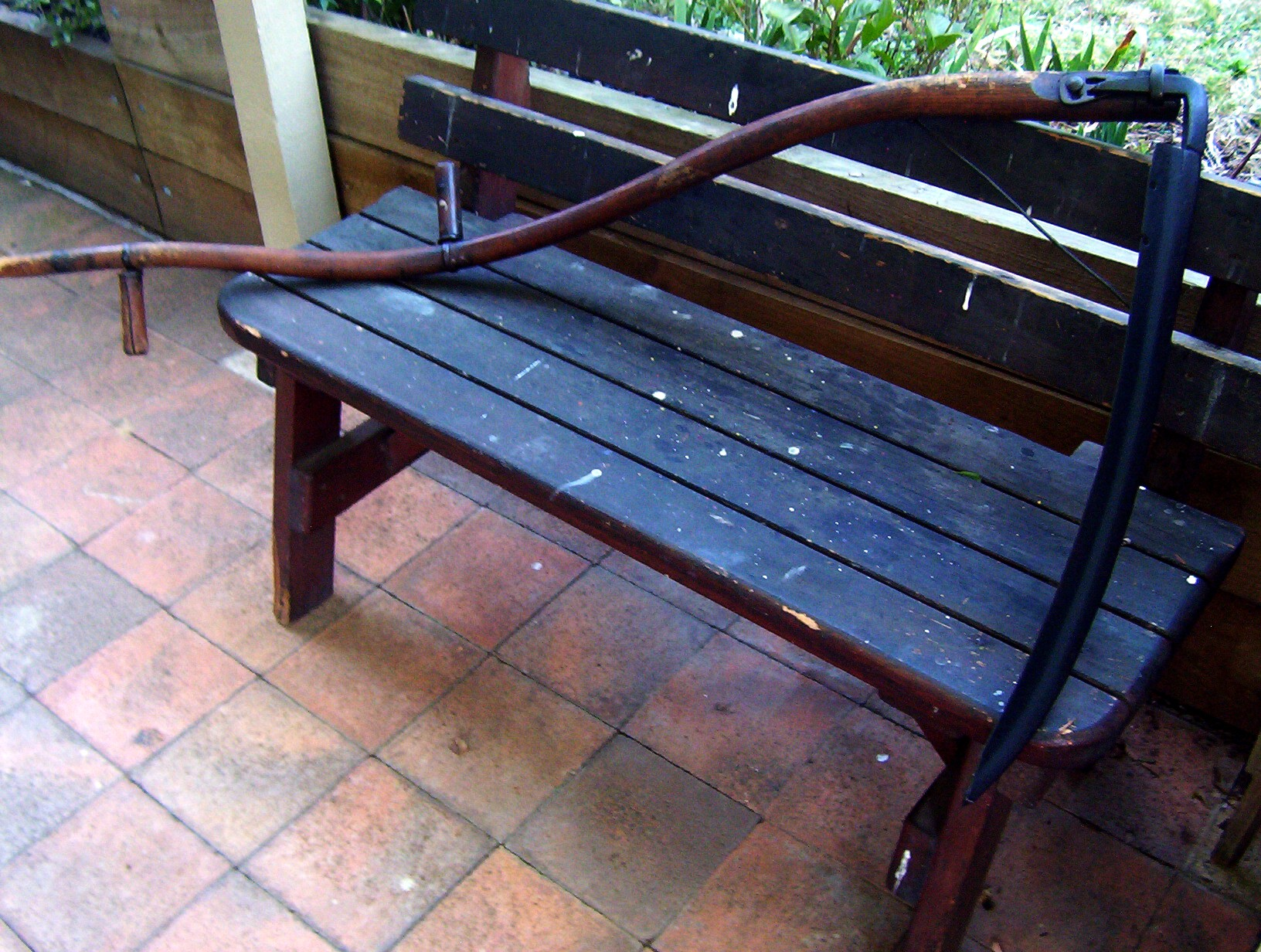
الذراعان المستخدمتان لإحكام الإمساك بالمنجل.

ما يزال المنجل أداة لا يمكن الاستغناء عنها بالنسبة للمُزارعين في الدول المُتقدمة وكذلك في المناطق الجبلية.
في رومانيا على سبيل المثال، عند مرتفعات سلسلة جبال آبوسيني (Apuseni)، نجد أن عملية الجزّ بالمنجل تُعتبر نشاطًا سنويًا مهمًا للغاية، وهي تستغرق من أسبوعين إلى ثلاثة أسابيع حتى تكتمل بالنسبة لمنزل من الحجم العادي. ولأن الجزّ بالمنجل هو نشاط مُرهِق بدنيًا وتعلُمه صعب نسبيًا، يُشكل المزارعون عدة فرق لجز الحشائش لمساعدة بعضهم البعض. وبعد انتهاء الحصاد كل يوم، يحتفل المزارعون بالحصاد بوليمة صغيرة حيث يرقصون، ويتناولون الطعام والمشروبات المختلفة سويًا، ولكنهم لا ينسون الحفاظ على لياقتهم البدنية من أجل العمل الشاق الذي ينتظرهم اليوم التالي. في أجزاء أخرى من دول البلقان، مثل المدن الصربية، تُقام مسابقات في جزّ الحشائش ويحصل الفائز فيها على منجل فضي صغير. وفي المدن الصربية الصغيرة، يُعتز بالجزّ بالمنجل باعتباره جزءًا من التراث الشعبي المحلي للبلدة، والفائزون في المسابقات الودية يحصلون على مكافآت سخية من الطعام والشراب، والتي يتشاركونها مع منافسيهم.
وفي إقليم الباسك ما تزال مسابقات الجزّ بالمنجل رياضة تقليدية ذات شعبية عالية، والتي يُطلق عليها segalaritza (لعبة الجزّ بالمنجل) (من مصطلح الجز بالمنجل sega:). وفي هذه المسابقة، يكون على كل متسابق أن يقطع قدرًا معينًا من الحشائش المزروعة داخل قسم معين من الأرض قبل أن ينجح خصمه في تنفيذ نفس المهمة.
ويوجد أيضًا مسابقات دولية للجزّ بالمنجل تُقام في جوريكو (Goricko) حيث يتوافد عليها الناس من أستراليا، والمجر، وصربيا ورومانيا، بل ومن شتى أنحاء آسيا ليعرضوا على العالم أساليبهم الفريدة ثقافيًا ومهاريًا في جني المحاصيل وجز الحشائش. في عام 2009، قام رجل ياباني بعرض أداة خشبية لجني المحصول لها حافة معدنية، والتي استخدمها ليوضح كيفية جمع محصول الأرز. وقد أثارت سرعة المتنافسين المحليين إعجابه ولكنه قال إن مثل هذا المنجل الضخم لا يَصلح للاستخدام في اليابان.
مجلس بلدية هورنيندال النرويجية يمتلك ثلاثة أنصال لمناجل بين مجموعة القلادات الشعائرية التي يمتلكها.
بدأت المناجل في العودة إلى الضواحي الأمريكية، حيث إنها «لا تحتاج إلى استخدام البنزين، ولا ترتفع درجة حرارتها، ولا تصدر ضوضاء، وتساعد على ممارسة الرياضة، وتقطع الحشائش بكفاءة.»

## أساطير
يلعب المنجل دورًا مهمًا، حيث إنه عادةً ما يظهر كنوع من أنواع الأسلحة في أيدي الكائنات الأسطورية مثل الإله الإغريقي كرونوس، والفرسان الأربعة المذكورين في سفر الرؤيا، وعلى وجه التحديد ملاك الموت (الموت). وينبع هذا التصور أساسًا من اعتقاد مسيحي إنجيلي يشبه الموت بأنه «حاصد للأرواح».[انحياز]
المُلحن الموسيقي الفرنسي الباروكي، جوزيف نيكولاس بانكراي روير (Joseph-Nicolas-Pancrace Royer) (1705-1755)، ألف المقطوعة الموسيقية La Marche des Scythes (وهي من سيمفونية Pièces De Clavecin 1746)، أوبرا نسخ القيثارة. وقد تم تسجيلها بواسطة العديد من عازفي بيان القيثارة (ابحث في موقع يوتيوب). الموقع الإلكتروني الذي تم فيه التسجيل بواسطة كريستوف روسيت (Christophe Rousset) في استوديوهات أركيف ميوزيك (Arckiv Music) اقتبس وصفًا من الموسيقي يوهان فان فين (Johann van Veen) يصف فيه المقطوعة الموسيقية بأنها «عاصفة ذات مقاييس فائقة البراعة ووتريات صاخبة.»

## معرض صور

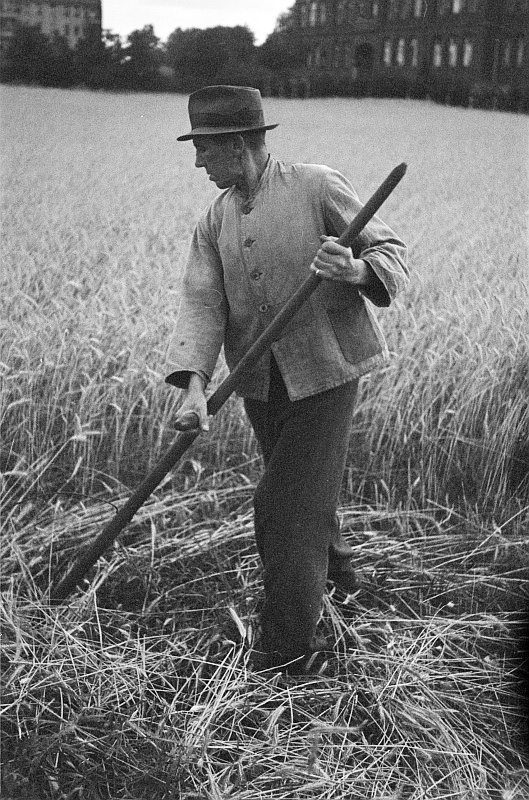
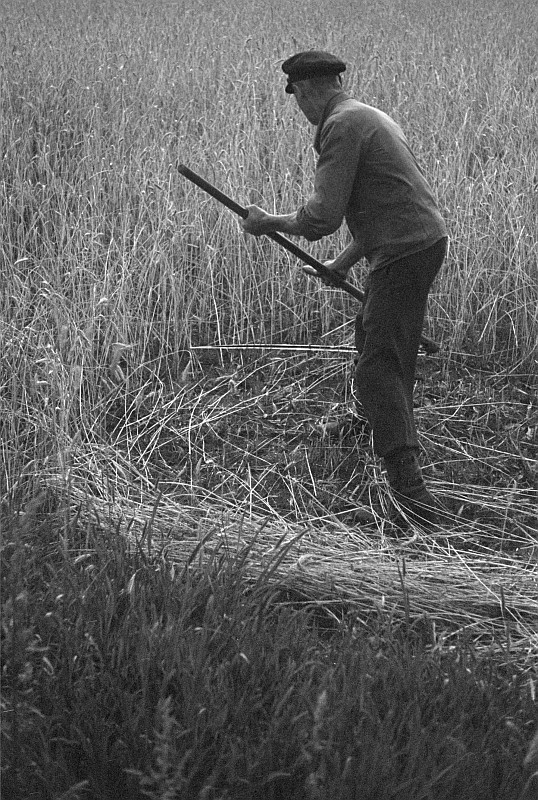
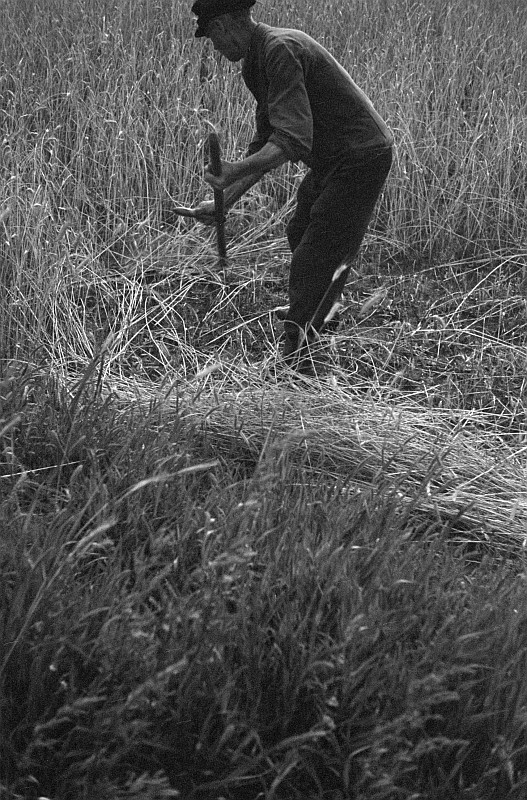

## منجل الحرب

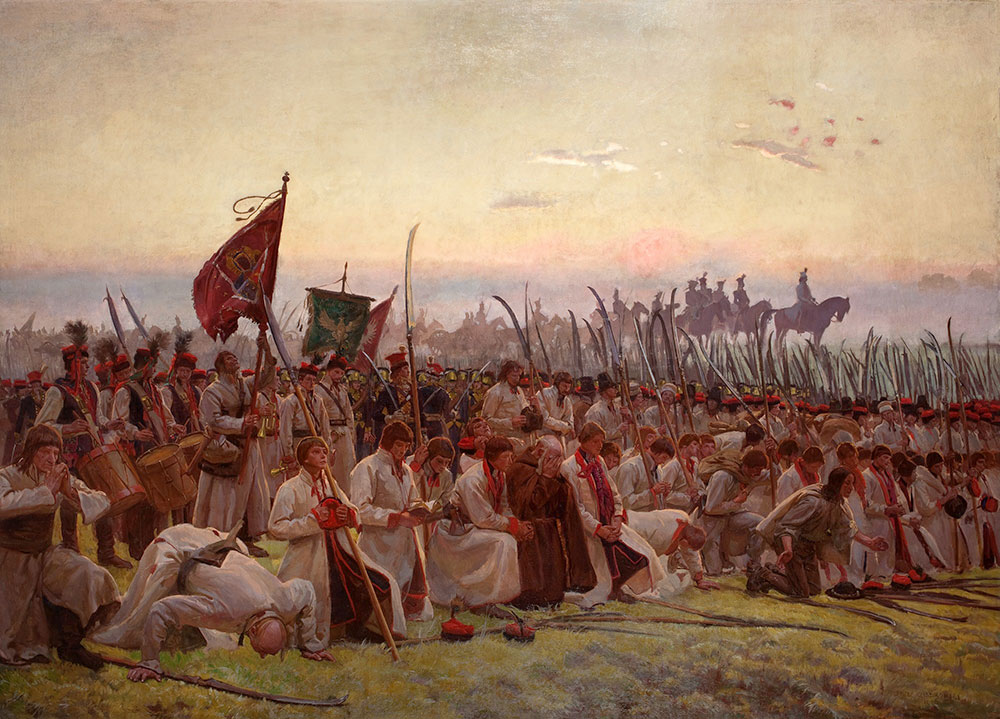
قوات مشاة من الفلاحين المسلحين بالمناجل يصلون قبل معركة راكلافيس (1794).

منجل الحرب هو منجل عادي تم تهيئته للاستخدام في الحرب عن طريق إعادة توصيل النصل وجعله موازيًا للمقبض، بدلًا من أن كان مُتعامدًا عليه، وبذلك فهو يتخذ شكل المخلب الحاد. وبعد انتهاء حرب الفلاحين الألمان أثناء عام 1524-1525، قام بولوس هيكتور ماير (Paulus Hector Mair) بتحرير كتاب عن المبارزة في عام 1542 وصف فيه تقنيات استخدام المنجل في المبارزة. استُخدمت المناجل بشكل واسع بواسطة الفلاحين البولنديين والليتوانيين أثناء تمردات القرنين الثامن عشر والتاسع عشر.[بحاجة لمصدر]

## وصلات خارجية
- Scythe Network، موقع مكرس للاستخدام الحديث ويحتوي على روابط للعديد من موردي المعدات في أمريكا الشمالية.
  - http://www.autonopedia.org.uk/appropriate_technology/Tools/Tools_and_How_to_Use_Them/Adze_Hooks_and_Sythe.html نسخة محفوظة 27 يونيو 2012 على موقع واي باك مشين..